# Nenad Todorović
Nenad Todorović (Topolya, 1982. május 26. –) szerb labdarúgó, hátvéd. Magyarországon először a Zalaegerszegi TE játékosa volt, majd Pécsre igazolt.

## Pályafutása
2009 nyarán érkezett a ZTE csapatához, 3 évre írt alá. Első bajnoki mérkőzésén július 25-én lépett pályára a Paksi SE ellen 2–1-re megnyert találkozón. Kezdőként 90 percet játszott.

## Sikerei, díjai
ZTE
- Magyarkupa-döntős: 2010

## Külső hivatkozások
- Hlsz.hu játékosprofil
- zte.hu profil

1. ↑  pepsifoci.hu: Tudósítás a mérkőzésről Archiválva 2009. július 30-i dátummal a Wayback Machine-ben, 2009. július 25.